# Метод Газзі-Дікінсона

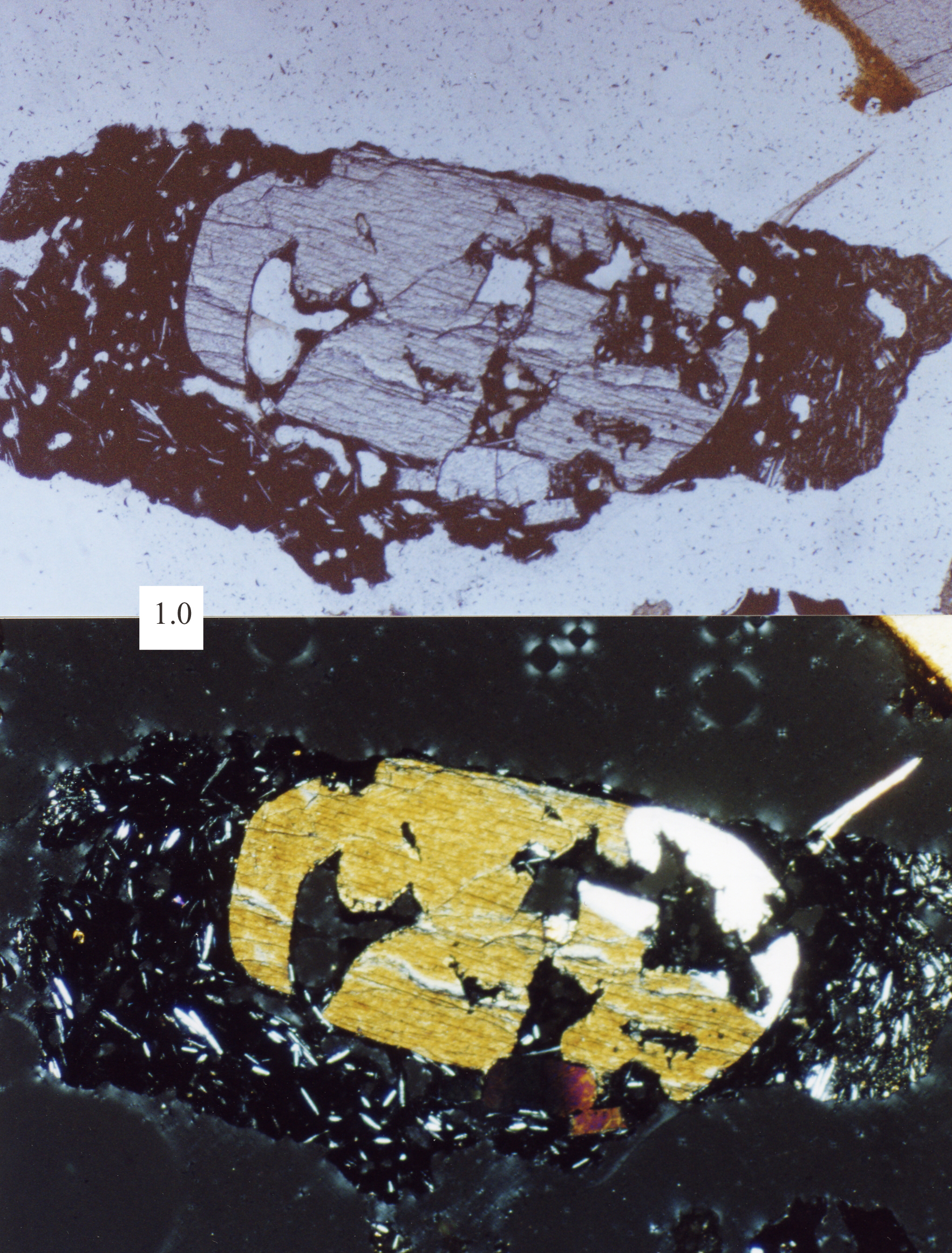
Піщинка, яку можна використовувати для методу Газзі-Дікінсона. Шкала в міліметрах, плоскополяризоване світло вгорі, крос-поляризоване світло внизу. При підведенні (лендінгу) на великий фенокристал амфіболу (центр, прозорий у плоскому світлі, помаранчевий у крос-поляризованому світлі) вона (піщинка) вважатиметься мінеральним зерном у методі Газзі-Дікінсона, оскільки має розмір піщинки. При підведенні на збагачену плагіоклазом основну масу, що оточує зерно, піщинка вважатиметься уламком вулканічного каменю. За класифікацією Фолка (класифікацією QFR) Піщинка вважатиметься фрагментом вулканічної породи незалежно від того, куди підведений мікроскоп при підрахунку точок.

Метод Газзі-Дікінсона — це метод підрахунку точок, який використовується в геології для статистичного вимірювання компонентів осадових порід, головним чином — пісковиків. Основна (і найбільш суперечлива) частина цього методу полягає в підрахунку всіх компонентів, які мають розмір, порівнюваний з розміром окремої піщинки, як окремих зерен, незалежно від того, з чим вони пов'язані. Підрахунок точок за методом Газзі-Дікінсона використовується для створення потрійних діаграм, таких як діаграми QFL.

## Техніка
Щоб провести підрахунок точок за методом Газзі-Дікінсона, необхідний випадково вибраний тонкий зріз (шліф) осадової породи та спеціальний механізм пересування предметного скла, який буде випадковим чином вибирати точки на предметному склі для підведення петрографічного мікроскопа. Для підрахунку слід використовувати щонайменше 300 репрезентативних точок (бажано 500 точок). У кожній випадково вибраній точці, яка потрапляє на зерно, оператор повинен визначити склад вибраної області, тобто чи це мінеральне зерно розміром з пісок (більше 62,5 мікрометрів) чи більш дрібнозернистий фрагмент породи, який називається літичним фрагментом (наприклад, шматок сланцю розміром з піщинку). Ці підрахунки потім конвертуються у відсотки та використовуються для порівняння складу в дослідженнях походження порід. Як правило, підраховуються лише каркасні (нематричні) зерна, або некаркасні зерна підраховуються, а потім виключаються з відсотків при використанні описових засобів, таких як трикутники QFL. Це може створити проблеми з псевдоматрицею, яка є літичними зернами, які були деформовані та таким чином змішалися з (або стали) матрицею.

## Історія
Метод Газзі-Дікінсона виник із окремої роботи П. Газзі в 1966 році та Вільяма Р. Дікінсона, починаючи з 1970 року. Дікінсон та його студенти (зокрема Реймонд Інгерсолл, Стівен Грем і Кріс Сучек) зі Стенфордського університету в 1970-х роках створили метод і його використання для використання складу пісковиків для визначення тектонічних процесів. Це контрастувало з ідеями, представленими у той час геологами-седиментологами з Університету Індіани, які використовували більш традиційний метод «QFR» або «скельного фрагмента» Роберта Фолка (1974) (який пізніше переріс у класифікацію Фолка), у якому всі з'єднані зерна вважаються фрагментами породи, а індивідуальні компоненти не враховуються.
Найкращий спосіб пояснити різницю між цими двома методологіями — це приклад: пісок, багатий жорствою, або гранітний пісок, коли підраховують точки за допомогою цих двох методів, дадуть кардинально різні результати. Підрахунок за методом QFR буде багатий на уламки гірських порід, тоді як підрахунок точок Газзі-Дікінсона покаже пісок, багатий кварцом і польовим шпатом. Прихильники методу Університету Індіани сказали б, що інформація втрачається, якщо не врахувати породні фрагменти. Прихильники підрахунку точок Газзі-Дікінсона сказали б, що невеликі зміни в ерозійному транспорті змінять склад піску.